# Geodorum duperreanum
Geodorum duperreanum là một loài thực vật có hoa trong họ Lan. Loài này được Pierre mô tả khoa học đầu tiên năm 1882.